# Râul Borzoș
Râul Borzoș este un afluent al Pârâului Florilor. 

## Hărți
- Harta județului Cluj